# Swollen Members
Swollen Members est un groupe de hip-hop canadien, originaire de Vancouver, en Colombie-Britannique. Il est composé du duo Madchild et Prevail, ainsi que du DJ et producteur Rob the Viking. Depuis la formation du groupe en 1992, Swollen Members compte huit albums studio et plusieurs compilations, composée principalement de faces-B. Le groupe est primé de nombreuses fois au Canada.

## Biographie
Swollen Members se forme au milieu des années 1990 et réunit les Vancouvérois Madchild (Shane Bunting), Prevail (Kiley Hendriks), et Moka Only (Daniel Denton). Ayant commencé en solo à San Francisco, en Californie, Madchild revient à Vancouver. Il y fait la rencontre de Prevail et Moka Only, qui étaient déjà associés. Le groupe se forme et Moka Only suggèrera le nom de Swollen Members, une blague qui est en fait restée. Ils publient quelques singles sur le label indépendant Battleaxe Records.
Swollen Members enregistre et publie l'album Bad Dreams, le 13 novembre 2001, qui fait notamment participer Chali 2na de Jurassic 5, Son Doobie, Joey Chavez, et l'ancien membre Moka Only. Il fait appel aux publics underground et mainstream, atteignant le disque de platine au Canada. Le groupe remporte un deuxième Juno Award et quatre MuchMusic Video Awards. L'album Monsters In the Closet, leur troisième, fait participer Moka Only et Rob the Viking. En 2003 sort l'album Heavy. La même année, les chansons All Night et Deep End (Utah Saints Remix) sont incluses dans le jeu vidéo SSX3. En 2004, la chanson des Swollen Members, The Bottom Line est incluse dans les jeux vidéo WWE Day of Reckoning et WWE SmackDown! vs. Raw.
En 2005, Moka Only décide de se séparer une deuxième fois du groupe et de continuer en solo. L'année suivante, les Swollen Members publient leur cinquième album, Black Magic

## Membres

### Membres actuels
- Prevail – (depuis 1992)
- Mad Child – (depuis 1996)
- Rob the Viking – (depuis 1999)

### Anciens membres
- Moka Only – (1992–1996, 2002–2005)
- Easy Roc - (1996–1998)
- Zodak - (1996–1999)

## Discographie
- 1999 : Balance
- 2001 : Bad Dreams
- 2002 : Monsters In the Closet
- 2003 : Heavy
- 2006 : Black Magic
- 2009 : Armed to the Teeth
- 2011 : Dagger Mouth
- 2011 : Monsters II
- 2013 : Beautiful Death Machine
- 2014 : Brand New Day